# William T. Vollmann
William Tanner Vollmann (ur. 28 lipca 1959 w Los Angeles) – amerykański pisarz, dziennikarz, autor opowiadań, eseista.

## Życiorys
Jego rodzina ma częściowo niemieckie korzenie. Gdy miał 9 lat, jego młodsza siostra utonęła w sadzawce.
Jeszcze w szkole znaczny wpływ wywarł na niego film z wyzwolenia KL Dachau, który popchnął go do poszukiwań polskiej literatury. Pierwszą polską książką, z którą się zetknął, był Sennik współczesny Konwickiego. Znaczący wpływ wywarła na niego także książka Borowskiego Proszę państwa do gazu.
Ukończył z wyróżnieniem komparatystykę na uniwersytecie Cornell.
W 1982 roku wyjechał do Afganistanu, gdzie towarzyszył mudżahedinom. Po powrocie pracował jako programista komputerowy, ale wkrótce rozpoczął nowe podróże do niebezpiecznych regionów, utrzymując się z pisania reportaży. W latach 90. obserwował wojnę domową w byłej Jugosławii, potem także konflikt w Kongo.
Jest krytyczny wobec współczesnej cywilizacji technicznej, której wynalazkom przypisuje kryzys ludzkiej uwagi. Posiada jedynie telefon stacjonarny. Nie korzysta z telefonu przenośnego, kart bankowych, poczty elektronicznej i Internetu, który uważa za jedno z największych nieszczęść w dziejach ludzkości. W eseju dla magazynu Harper’s z 2013 roku wyznał, że te poglądy spowodowały, iż w latach 90. FBI podejrzewała go o bycie Unabomberem.
Mieszka w Sacramento z żoną i córką.

## Twórczość
Jego książka The Rainbow Stories (1989) opowiadania o ludziach z marginesu w San Francisco: prostytutkach, narkomanach, oparta na wywiadach z ludźmi z takich środowisk i przebywaniu z nimi na co dzień. Ten temat powtórzy się w dwóch dalszych książkach: Whores for Gloria (1991) i The Royal Family (2000). Z kolei Butterfly Stories to powieść o AIDS w Tajlandii i Kambodży (1993).
Tworzy dwa długie cykle: 7 tomowy Seven Dreams: A Book of North American Landscapes oraz Rising Up and Rising Down (3 300 stron, istnieje także skrócona wersja jednotomowa), „traktat o przemocy”, powstający przez 20 lat, obejmujący reportaże z Kambodży, Somalii, Iraku. Był także w Bośni i mieszkał w porzuconej stacji arktycznej.
Naczelnym tematem cyklu Seven Dreams: A Book of North American Landscapes uczynił kolonizację Ameryki Północnej i wynikłe z tego konflikty między rdzenną ludnością a osadnikami. Każdy tom skupia się na innej historycznej ekspedycji: The Ice-Shirt (1990) opowiada o przybyciu wikingów, Fathers And Crows (1992) o jezuickich misjonarzach, The Rifles (1994) o poszukiwaniu Przejścia Północno-Zachodniego przez sir Johna Franklina w 1845 roku, a także życiu Inuitów w naszych czasach, Argall: The True Story of Pocahontas and Captain John Smith (2001) o powstaniu osiedla Jamestown (Argall napisany jest prozą siedemnastowieczną).
W 2005 roku za powieść Europe Central, o wojnie na froncie wschodnim w czasie II wojny światowej uzyskał nagrodę National Book Award. Jedną z głównych postaci książki uczynił Dmitrija Szostakowicza.
Pisarz ceniony przez amerykańskich krytyków, w Polsce praktycznie nieznany poza pojedynczymi opowiadaniami i pochwalnym tekstem Tomasza Mirkowicza (Ex Libris 1994). W 2021 ukazało się polskie tłumaczenie Europe Central pod tytułem Centrala Europa.

## Wyróżnienia
- 1988 – Whiting Award[4],
- 2005 – National Book Award[4][1],
- dwukrotnie PEN Center USA West Award for Fiction za książki Atlas i Imperial[4],
- Shiva Naipaul Memorial Prize[4].